# Barombogryllacris barombica
Barombogryllacris barombica är en insektsart som först beskrevs av Karsch 1890.  Barombogryllacris barombica ingår i släktet Barombogryllacris och familjen Gryllacrididae. Inga underarter finns listade i Catalogue of Life.